# Sonea: Die Heilerin
Sonea: Die Heilerin (engl. Originaltitel: The Traitor Spy 2: The Rogue) ist ein Fantasyroman von Trudi Canavan. Er gehört zu Canavans Serie über die Phantasiewelt Kyralia und ist die zweite Fortsetzung der Trilogie Die Gilde der Schwarzen Magier.

## Handlung
Die Sonea Reihe stellt die Fortsetzung zur Trilogie "Die Gilde der Schwarzen Magier" dar. In diesem Teil wird die Geschichte aus dem ersten Band "Sonea: Die Hüterin" fortgesetzt.
Der Band gliedert sich in drei Haupthandlungen. Der erste Handlungsstrang dreht sich um die Ereignisse in Kyralia. Dort ist Sonea immer noch auf der Suche nach dem geheimnisvollen Dieb, der, mittels Magie, versucht die Herrschaft über die Unterwelt von Kyralia an sich zu reißen. Die Handlung geht dann in eine Nebengeschichte über die beiden Novizinnen Naki und Lilia über, die zuerst die Liebe füreinander entdecken und sich dann mit schwarzer Magie befassen. Nach dem Mord an Nakis (Stief-)Vater und der Verurteilung der beiden durch die Gilde konzentriert sich die Handlung zunächst auf die Einkerkerung Lilias mit der wilden Magierin Lorandra und deren gemeinsamen Flucht. Die Handlungsstränge werden dann wieder zusammengeführt, als Sonea Lilia auffindet und sie zur Gilde zurückbringt.
Der zweite große Handlungsstrang dreht sich um die Erlebnisse von Lorkin bei den Verräterinnen, seinen Erlebnissen und Schwierigkeiten sich in deren Gesellschaft zu integrieren und seine Liebe zu einer der Verräterinnen. Die Handlung gipfelt in seiner Entführung und seiner anschließenden Freilassung aus dem Quartier der Rebellen durch die Verräterinnen mit dem Auftrag, nach Imardin zurückzukehren, um dort eine Allianz mit der Gilde der Magier auszuhandeln. Zuvor hatte man ihn die Kunst der höheren Magie (schwarze Magie) gelehrt, als Entschädigung für die ihm, mittels Gedankenlesen, gestohlenen Kenntnisse über heilende Magie, um ihn in die Kunst der Erschaffung von magischen Steinen einzuweisen.
Der dritte Handlungsstrang beschäftigt sich mit den Erlebnissen des Gildenbotschafters Dannyl in Sachaka. Der Botschafter ist aufgrund der abgebrochenen Suche nach Lorkin im gesellschaftlichen Ansehen stark gesunken. Im Laufe der Handlung treten seine Beziehung zu seinem ehemaligen Gefährten Tayend und seinem neuen potenziellen Gefährten Ashaki Achati in den Vordergrund. Als Rahmenhandlung betreibt Dannyl weiterhin seine Forschungen in Bezug auf die Erstellung von magischen Steinen und die Entstehung des Ödlandes wie allgemein auf die Geschichte der Magie, was ihn schließlich, gemeinsam mit seinen beiden Freunden, nach Duna führt, wo die Anführer der Stämme ihm einige Geheimnisse offenbaren. Dieses Wissen übermittelt er, mittels seines Blutsteines, an den Administrator Osen in seiner Heimatstadt Imardin. Hierdurch wird eine Verbindung zwischen diesem Handlungsstrang und dem von Sonea aufgebaut.
Als Finale des Buches wird die Novizin Naki von der Gilde hingerichtet, weil sie ihren Stiefvater unter Einsatz von schwarzer Magie ermordet hat. Das Buch klingt mit der Anspielung aus, dass Cerys Versteck entdeckt worden ist.

## Fortsetzung
Der englische Originaltitel des dritten und letzten Teils heißt The Traitor Queen. Das Buch wurde am 2. August 2012 veröffentlicht. Die deutsche Ausgabe ist im November 2012 unter dem Titel Sonea: Die Königin erschienen.

## Nachweise
- Trudi Canavan: Sonea: Die Heilerin. 1. Auflage. Penhaligon Verlag, München 2011, ISBN 978-3-7645-3042-6
- Website von Trudi Canavan mit Informationen zu den Werken (englisch)